# Antonín Kinský
Antonín Kinský, češki nogometaš, * 31. maj 1975, Praga, Češkoslovaška.
Kinský je nekdanji vratar češke nogometne reprezentance.